# 드라니키
드라니키(벨라루스어: дранікі, 단수: дранік 드라니크)는 벨라루스의 감자 부침이다. 이웃한 러시아에서도 즐겨 먹는다. 벨라루스의 국민 음식이기도 하다.

## 이름
벨라루스어 "드라니크(дранік)는 "뜯다, 찢다, 발기다"를 뜻하는 동사 "드라츠(драць)"와 관련이 있는 어근 "드라-(дра-)"에 접미사 "-ㄴ(-н)"과 "-이크(-ік)"가 붙은 형태이다. 어원은 고대 동슬라브어 "드라티(дра́ти)"이며, 이는 슬라브조어 "*dьràti"에서 유래했다, 흔히 복수 형태인 "드라니키(дранікі)"로 사용된다.

## 만들기
감자를 강판에 간 것에 양파, 달걀, 밀가루, 스먀타나(사워 크림), 소금, 후추 등을 섞고, 식용유나 라드 등에 부쳐 낸다.

## 같이 보기
- 감자전
- 라트케
- 뢰슈티
- 박스티